# クローンサームワー区
クローンサームワー区（クローンサームワーく、タイ語: เขตคลองสามวา）は、タイ王国バンコク都の行政区の一つ。
この行政区は、時計回りに、パトゥムターニー県のラムルークカー郡、ノーンチョーク区、ミンブリー区、カンナーヤーオ区、バーンケーン区、サーイマイ区の6つの行政区に接している。

## 歴史
1997年11月21日、ミンブリー区から分離新設された。

## 建物・施設等
- サファリワールド